# Checkmate (DC Comics)
Checkmate è un'agenzia immaginaria di operazioni sotto copertura all'interno dell'Universo DC. Comparve per la prima volta in Action Comics n. 598 e procedette in una sua serie dal titolo Checkmate! vol. 1. All'inizio degli eventi descritti nelle miniserie The OMAC Project e Crisi infinita, Checkmate fu ri-noleggiata come agenzia affiliata del Consiglio di sicurezza delle Nazioni Unite, e fu protagonista di una seconda serie, Checkmate vol. 2.

## Storia di pubblicazione
L'organizzazione di Checkmate fu creata da Paul Kupperberg e Steve Erwin, comparendo per la prima volta in Action Comics n. 598, nel 1988. Il precursore di quest'organizzazione immaginaria era nota come l'Agenzia, comparve per la prima volta in Vigilante n. 36. Harry Stein fu assegnato al rimpiazzo di Valentina Vostok al posto di comando dell'Agenzia da Amanda Waller. Successivamente, Stein andò in cerca del personale disponibile più stabile dall'intelligence americana e internazionale e dalle comunità per l'applicazione della legge per formare Checkmate. La sua agenzia avrebbe avuto sul campo solo gli agenti meglio addestrati e meglio equipaggiati, lavorando sotto le regole più strette della segretezza. Per la struttura organizzativa della ri-organizzata Agenzia, Stein scelse il gioco degli scacchi come modello di lavoro.
Stein fece entrare anche Gary Washington (Cavaliere Uno) e Black Thorn come operativi di Checkmate, entrambi suoi amici, ed entrambi introdotti durante la sua avventura su Vigilante.
Checkmate! fu coinvolto numerose volte con le altre organizzazioni governative nell'Universo DC, primariamente con la Suicide Squad, che risultò nel crossover "Janus Directive". Checkmate! fu cancellato dopo 33 numeri, ma l'organizzazione continuava ad apparire, la maggior parte delle volte in fumetti correlati o al governo o a Batman.
Dopo gli eventi della miniserie The OMAC Project, un precursore della serie limitata Crisi infinita, l'organizzazione di Checkmate fu ri-organizzata e la sua serie fu rinnovata con Checkmate vol. 2. Questo volume fu programmato per terminare dopo la pubblicazione del 31º numero nel dicembre 2008.
Dopo la cancellazione di questo volume, la squadra ritornò nell'auto conclusivo "Resist" di Crisi Finale, di Greg Rucka ed Eric Trautmann.

## Checkmate!vol. 1

### Biografia

#### Organizzazione e designazione
Il nome di Checkmate deriva dalla mossa vincente del gioco degli scacchi, scacco matto, e la sua gerarchia è basata sui vari pezzi del gioco; un Re, una Regina e numerosi Alfieri, Cavalli, Torri e Pedine. L'Alfiere supervisiona le Torri da dietro le quinte, mentre le Torri pianificano le missioni e supervisionano gli agenti sul campo, o Cavalli, e il supporto dei Cavalli, i Pedoni.

#### Impiegati noti
Lista durante Checkmate!.

#### Storia
L'Agenzia fu messa su da Amanda Waller perché servisse da piccola branca della Task Force X sotto il comando del Colonnello Valentine Vostok (ex Negative Woman della Doom Patrol) per fornire servizi in tutto il mondo considerati vitali per gli interessi dell'America. Vostok rinunciò al comando di Henry Stein, che ricreò l'Agenzia a nuova immagine di un'organizzazione, nominata Checkmate, in relazione dello schema organizzativo ispirato agli scacchi.

#### "Janus Directive"
La "Direttiva Giano" è una storia crossover che coinvolge una guerra inter-agenzia tra Checkmate, la Suicide Squad e il Progetto Atom, tutte manipolate da Kobra al fine di distrarre la comunità dell'Intelligence degli Stati Uniti per le sue attività. Checkmate perse almeno 38 agenti Cavalli (circa più di due terzi della forza dei Cavalli di Checkmate) e il suo quartier generale (che faceva anche da copertura) a Shelby, in Virginia, in un incidente. Dopo di ciò, Sarge Steel prese il posto di Waller come capo di Checkmate, mentre Checkmate si ricollocò sulla nuova base nelle Fabbriche NORAD in Colorado.

#### Checkmate russo
Una versione russa di Checkmate fu introdotta nell'ultimo numero della serie originale. Quest'agenzia ammise di essere sotto-finanziata, ma i suoi agenti indossavano armature simili a quelle delle loro controparti americane.

## Tra i due volumi

### Biografia

#### Organizzazione e designazione
La gerarchia di Checkmate fu rimodellata in modo simile a quello del Club infernale della Marvel Comics. Rimase il disegno a forma di scacco, ma ci furono più Re e Regine, così come più Alfieri, più Torri, più Cavalli e Pedoni, divisi tra Bianchi e Neri. La loro funzione era la stessa. Ne Torri ne Pedoni furono visti tuttavia. La struttura di Checkmate con due metà, Neri (operazioni) e Bianchi (intelligence), potrebbero essere ispirati dalle due metà della CIA, il Direttorato delle Operazioni e il Direttorato dell'Intelligence.

#### Impiegati noti
Lista tra le serie.

### Storia

#### Deathstroke il Terminator
Sarge Steel riattivò Checkmate in Deahstroke, the Terminator n. 17, al fine di trovare il corpo comatoso di Deathstroke. Phil Kramer fu promosso a Re e Kalia Campbell a Regina. Si disse che Herry Stain lasciò Checkmate a tempo indefinito da quando suo figlio venne ferito da uno sparo, e passò più tempo in compagnia della sua famiglia. Nella storia comparvero Gary Washington e altri due Cavalli (uno di loro potrebbe essere Winston O'Donnel, che comparve in Deathstroke, the Terminator n. 19). I Cavalli di Checkmate invasero la tana della super criminale Cheshire in Deahtstroke, the Terminator n. 18, ma la maggior parte furono uccisi dai suoi agenti e dal resuscitato Slade Wilson. Proprio mentre due agenti stavano per sconfiggere Deathstroke, Roy Harper (all'epoca noto solo come Speedy) li mise k.o., rivelando di essere uno degli agenti di Cheshire come doppio agente sia di Checkmate che della Confraternita del Male. Il vestito russo di Checkmate comparve quando Desthstroke, Cheshire, Speedy e molti altri tentarono di rubare un gruppo di testate nucleari in Russia. Si scoprì che Harper chiese aiuto a Checkmate e che lavorò al suo fianco per tutto il tempo. Ultimamente, si scoprì anche che Deathstroke lavorava per la CIA, e che si unì al Checkmate russo e a quello americano che invasero la base di Cheshire più avanti, quando minacciò il mondo. Riuscirono infine a sconfiggere Cheshire e a distruggere le testate nucleari.

#### "Mosse da Cavalli"
Un uomo di nome David Said assunse il ruolo di Re all'interno dell'organizzazione, e nella storia "Knight Moves", Checkmate invase la Batcaverna, al fine di reclutare nel frattempo la Cacciatrice. Con parole di Batman, accettò temporaneamente di assumere il ruolo di Regina, utilizzando la posizione per fornire a Batman le informazioni di cui necessitava, in più di un'occasione.

#### Bruce Wayne - Assassino?
Dopo gli eventi di Bruce Wayne: Murderer? e Bruce Wayne: Fuggitivo, la partner e guardia del corpo di Bruce Wayne, Sasha Bordeaux, viene incolpata dell'assassinio di Vesper Fairchild. Viene reclutata come agente di Checkmate da Jessica Midnight, falsificando la sua morte e sottoponendola a chirurgia plastica.

#### The OMAC Project
Si scoprì che Maxwell Lord assunse la posizione di Re Nero all'interno di Checkmate con l'intenzione di manipolare l'agenzia per uccidere ogni metaumano presente sulla Terra. Mentre la DC non spiegò come o quando Lord giunse al potere, fu implicito che Checkmate potrebbe essere stata vittima di Superboy-Prime, che attraversò proprio il tessuto della realtà colpendo il muro della sua prigione fuori da questa dimensione. Come risultato delle azioni di Superboy-Prime, la gerarchia di Checkmate fu cambiata e ricambiata da Lord, improvvisamente a capo dell'organizzazione.
Al fine di nascondere la sua attività, che include il terrorismo e il riprogrammare i suoi stessi obiettivi, il super satellite spia Brother I che Batman originariamente costruì per monitorare tutti i metaumani, Lord uccise il suo ex alleato Ted Kord. Controllò mentalmente Superman, inviando l'eroe contro i suoi altri ex alleati per esempio Batman o Wonder Woman. Fu proprio quest'ultima che uccise Lord, spezzando il suo controllo sulla mente di Superman, cosa che lasciò l'organizzazione di Checkmate smantellata.

#### 52
In 52 Settimana 24, Martian Manhunter rivelò di aver passato dei mesi sotto copertura minando i resti di Checkmate per convincere il Presidente degli Stati Uniti a smantellare l'intera organizzazione. Nel giro di pochi giorni, tuttavia, venne ricostruita come agenzia delle Nazioni Unite. In Settimana 25, Alan Scott rivelò a Mr. Terrific che avrebbe guidato l'agenzia nelle vesti del Re Bianco, e chiese anche a lui di farne parte.

## Checkmatevol. 2

### Greg Rucka a proposito diCheckmatevol. 2
Rucka venne citato riguardo alla nuova serie: "Prendete un bel pezzo di The OMAC Project, prendete il concetto di "Who Watches the Watchmen?", gettateli in un po' di James Bond e avrete Checkmate". I piani affermati di Rucka in numerose interviste incluse la descrizione del reinserimento di Checkmate come forza di intervento/Intelligence affiliata alle Nazioni Unite con l'obiettivo specifico di mantenere "equilibrio" tra gli umani della Terra e la comunità metaumana all'inizio degli eventi di The OMAC Project e Crisi Infinita.

### Biografia

#### Organizzazione e designazione
In virtù della UN Security Council Resolution 1696, Checkmate fu riorganizzata come Forza di Monitoraggio Metaumano su ordine delle Nazioni Unite. L'organizzazione fu ristrutturata utilizzando la "Regola del Due". Ogni membro super potente o altrimenti con poteri incrementati nella "Famiglia Reale" deve avere una controparte in una posizione corrispondente di potere. I Pedoni rimasero sempre agenti di infimo livello. Le Torri fecero la loro prima comparsa nel n. 25 come squadra nera di operazione altamente potente di Checkmate (mentre i Cavalli sarebbero stati "Agenti Speciali" e gli Alfieri "Suggeritori"). Più specificatamente inclusero quattro operativi di specialità diverse: Cinnamon, il secondo Gravedigger, Sebastian Faust e la nuova incarnazione di G.I. Robot. Ai quattro fu poi inserito un po' del DNA di Starro il Conquistatore, così che potessero mantenersi in costante collegamento telepatico istantaneo. Il membro androide tuttavia, non poteva prendere una dose di DNA, ma riusciva ugualmente a comunicare telepaticamente con il resto del gruppo. Una delle altre funzioni dell'androide era quella di monitorare i suoi compagni di squadra per essere sicuro che non perdessero il controllo. Se la situazione lo avesse richiesto, li avrebbe dovuti uccidere, o come lo mise la Regina Nera: "Terminare il collegamento".
Il quartier generale dell'organizzazione è un castello nelle Alpi svizzere noto solo come "Il Castello".

#### Impiegati noti
Lista durante Checkmate vol. 2.
In più, Checkmate ha l'autorità di "deputizzare" temporaneamente chiunque veda opportuno. Checkmate al momento utilizza l'organizzazione Blackhawk per la maggior parte delle missioni di trasporto.

### Storia
- In A Game of Kings (n. da 1 a 4), il Consiglio di Sicurezza delle Nazioni Unite votò sulla proposta di mantenere Checkmate come organizzazione permanente, scatenato da un attacco di Checkmate ad un'industria di Kobra che risultò in 50 morti. Mentre la Famiglia Reale credeva che la Francia avrebbe evitato di votare per non far scoprire la fonte delle armi di Checkmate, la fonte attuale, ed il divieto di voto, arrivarono dalla Cina. Gli agenti di Checkmate si infiltrarono in una base di armi cinesi, scoprendo un'industria super umana ed entrando in confronto contro i Grandi Dieci. Quando intervenne il Re Bianco Alan Scott, localizzò la talpa di Kobra e permise alla Cina di salvare la faccia in cambio della rimozione del divieto. La risoluzione di permettere a Checkmate di continuare la sua esistenza passò, ma gli Stati Uniti, infuriati che Alan Scott li prevenne dall'imbarazzare pubblicamente la Cina, lo rimossero dall'organizzazione.
- In Selection (n. 5), la Regina Nera, Sasha Bordeaux testò gli agenti di Checkmate per selezionare il nuovo Cavallo (il precedente morì nella prima storia). L'uscente Re Bianco nominò l'Alfiere, Mister Terrific, come suo successore.
- In Rouge Squad (n. 6 e 7), una nuova Suicide Squad andò nel Myanmar per trovare la loro nuova fonte di potere (un giovane metaumano tenuto prigioniero) dopo che il Consiglio della Sicurezza Amanda Waller prevenne dall'entrare in azione. Nonostante le grandi perdite ed un traditore nella squadra, la Squad liberò il metaumano e fu salvata dagli ex membri Tigre di Bronzo e Rick Flagg sotto la direzione di Waller. Nel frattempo, gli altri reali potevano solo sospettare lo zampino di Waller nell'operazione.
- In Pawn 502 (n. da 8 a 10), il Dipartimento degli Affari Metaumani arrestò una cellula metaumana dal tentativo di unirsi a Kobra, ignari che uno dei membri sia un agente di Checkmate sotto copertura. Checkmate "deputizzò" lo Shadowpact per aiutare ad orchestrare la fuga degli agenti e di farlo attraverso il processo di monitoraggio mistico di Kobra.
- In Corvalho (n. 11 e 12), Waller utilizzò la Suicide Squad per truccare una votazione a Santa Prisca per prevenire a Bane di vincerla, ma uno dei membri della Squad, il Colonnello Computron, fallì e offrì a Checkmate la prova di falsificazione se lo avesse protetto da Bane. Mentre Tommy Jagger sconfisse Bane in combattimento, ma lo lasciò andare, Fire uccise Computron su richiesta di Waller. Gli altri reali vennero a conoscenza del ricatto di Waller a Fire, un tempo assassina, sapendo della partecipazione di suo padre, Ramon Corvalho, ai crimini di guerra decadi prima, e la convinse a testimoniare contro di lui per evitare la corte marziale. Il Re Nero si confrontò con la Waller, con il fatto che lei stava ancora dirigendo le missioni degli operativi.
- In Checkout (n. da 13 a 15, crossover con gli Outsiders, alternandolo con Outsiders n. da 47 a 49, iniziandolo con Checkmate n. 13 e terminandolo con Outsiders n. 49), Checkmate rapì tutti i membri degli Outsiders, eccetto Nightwing. A Nightwing fu permesso di infiltrarsi nel quartier generale di Checkmate al fine di offrire agli Outsiders un accordo: non sarebbero stati uccisi per la loro azione in Africa, se si fossero infiltrati nella Oolong Island su richiesta di Checkmate. Sasha, Nightwing e Capitan Boomerang furono catturati e portati nella Corea del Nord dove furono sottoposti ad alcuni esperimenti da Chang Tzu, prima di essere salvati dalla squadra di soccorso con l'assistenza di Batman.
- In Past Perfect (n. 16), Sasha fu esaminata dal Dottor Mid-Nite dopo essere stata torturata, Fire si riunì con la recentemente resuscitata Ice e August General in Iron divenne il nuovo Alfiere del Re Nero.
- In Firewall (n. 17) l'ex criminale Carl Draper difese il Castello contro una serie di assalti e fu nominato Castellano, capo della sicurezza del Castello.
- In Fall of the Wall (n. da 18 a 20), gli altri Reali continuarono a raccogliere prove che la Waller stava segretamente conducendo delle sue operazioni sotto copertura. Con l'assistenza di Martian Manhunter, vennero a conoscenza di Operation: Salvation Run e riuscirono a costringere la Waller a dimettersi.
- La Vie en Sang (n. 21 e 22) esplorò la storia di Mademoiselle Marie e di come si connesse al detentore corrente del titolo, il Cavallo della Regina Nera.

## Altri media

### Televisione
- Checkmate comparve nell'episodio "Giustizia assoluta" della serie televisiva Smallville ed è una delle trame nei successivi episodi della nona stagione. Amanda Waller è un'agente in carriera con il soprannome di Regina Bianca. L'organizzazione è responsabile della persecuzione della Justice Society of America in un indeterminato punto del passato, più o meno negli anni sessanta, e che portò al suo scioglimento. Nel presente, la Waller reclutò il secondo Icicle per attaccare e uccidere i membri della JSA. Inizialmente, lei non gli dice che il vero scopo non è quello di eliminare la JSA, ma di fare sì che i membri si riuniscano di nuovo, e volendoli poi utilizzare per sconfiggere una imminente "apocalisse". La Waller manipolò poi Lois Lane perché le rivelasse l'esistenza della JSA sotto una luce positiva, e fece di Tess Mercer una dei suoi nuovi agenti. Nell'episodio "Sciarada", il ricco magnate degli affari Maxwell Lord viene presentato come Re Nero. Alla fin il generale Zod uccide Amanda e i suoi uomini, e distrugg la base operativa dell'agenzia.
- Nella serie TV Arrow, Oliver spesso si ritrova alle prese con l'agenzia governativa nota con il nome di A.R.G.U.S., diretta da Amanda Waller. Nell'universo DC Comics l'organizzazione governativa svolge operazioni analoghe a quelle della Checkmate.

## Raccolte in volume
- Checkmate: A King's Game, DC Comics, 2007, ISBN 1401212204;
- Checkmate: Pawn Breaks, DC Comics, 2007, ISBN 1401214452;
- Outsiders/Checkmate: Checkout, DC Comics, 2008, ISBN 1401216234;
- Checkmate: Fall of the Wall, DC Comics, 2008, ISBN 1401217885;
- Checkmate: Chimera, DC Comics, 2009, ISBN 1401221351;

Checkmate vol. 2 n. da 23 a 25 si può trovare collezionato in Kobra: Resurrection - DC Comics - 17 febbraio 2010